# Alla helgons grekisk-ortodoxa kyrka, Toronto
Alla helgons grekisk-ortodoxa kyrka (engelska: All Saints Greek Orthodox Church) är en grekisk-ortodox kyrkobyggnad belägen vid Burbank Avenue 222, i staden Toronto i provinen Ontario, i Kanada.
Kyrkan är helgad åt Alla helgons dag.

## Historik
Den lokala församlingens gudstjänster hölls från början i Blythwood Public Schools auditorium tills församlingen köpte mark 1965. Byggandet av kyrkan började kort därefter och den första gudstjänsten genomfördes i den nya kyrkan i mars 1966.
Denna kyrka var också den första grekisk-ortodoxa kyrkan i Ontario som höll sina gudstjänster på både grekiska och engelska

## Bilder

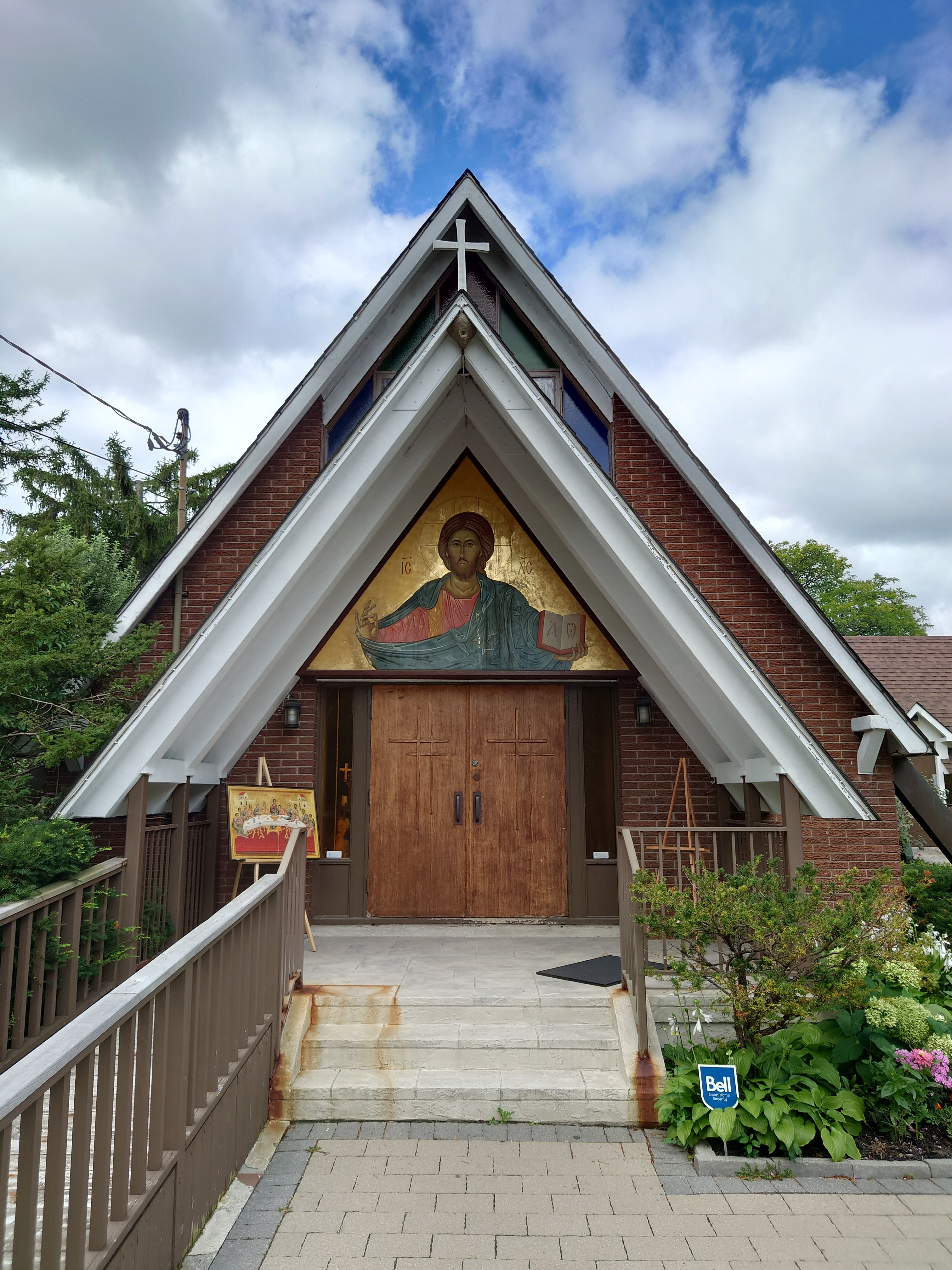
Entrén
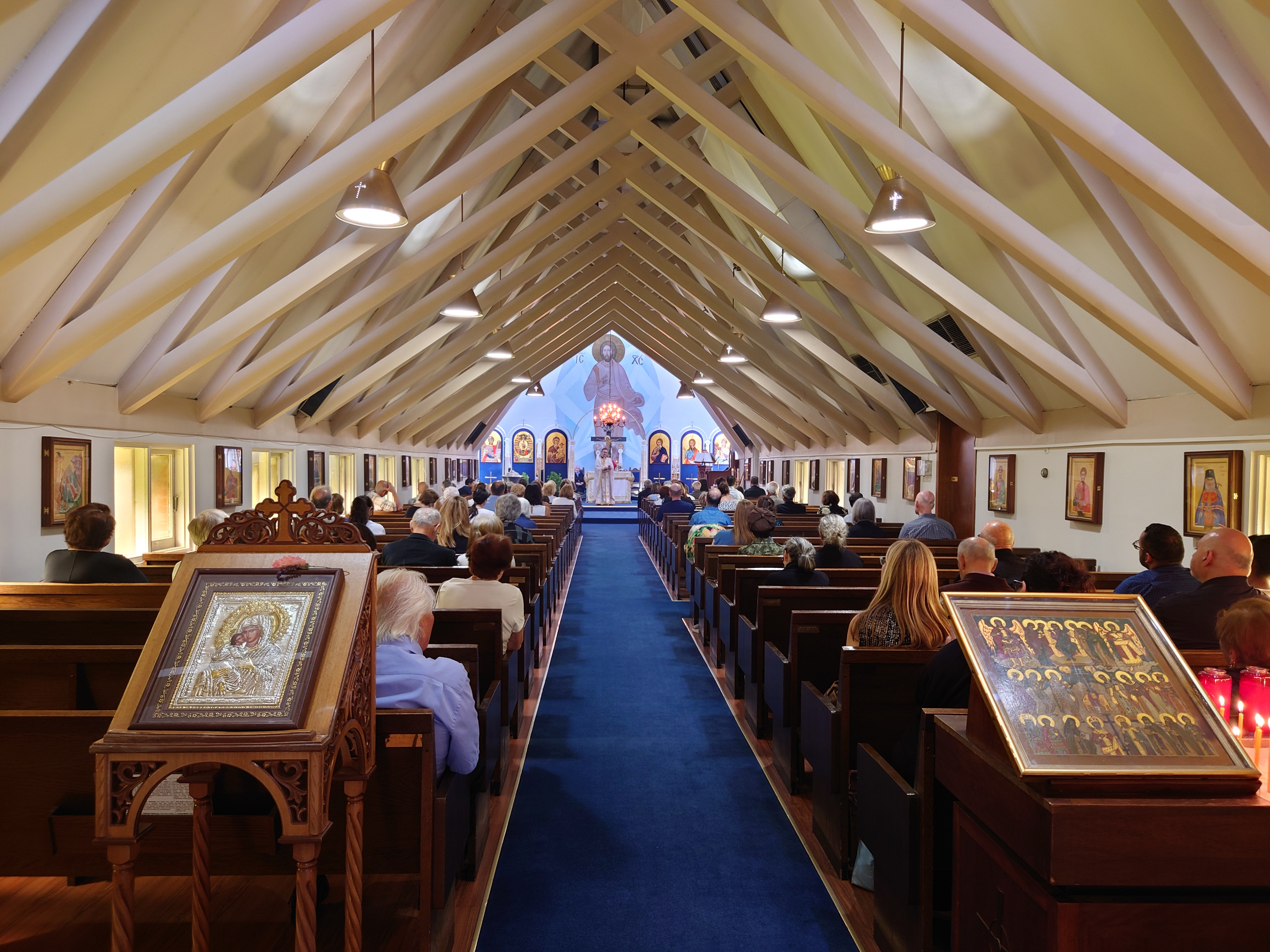
Kyrkans interiör mot ikonostasen.
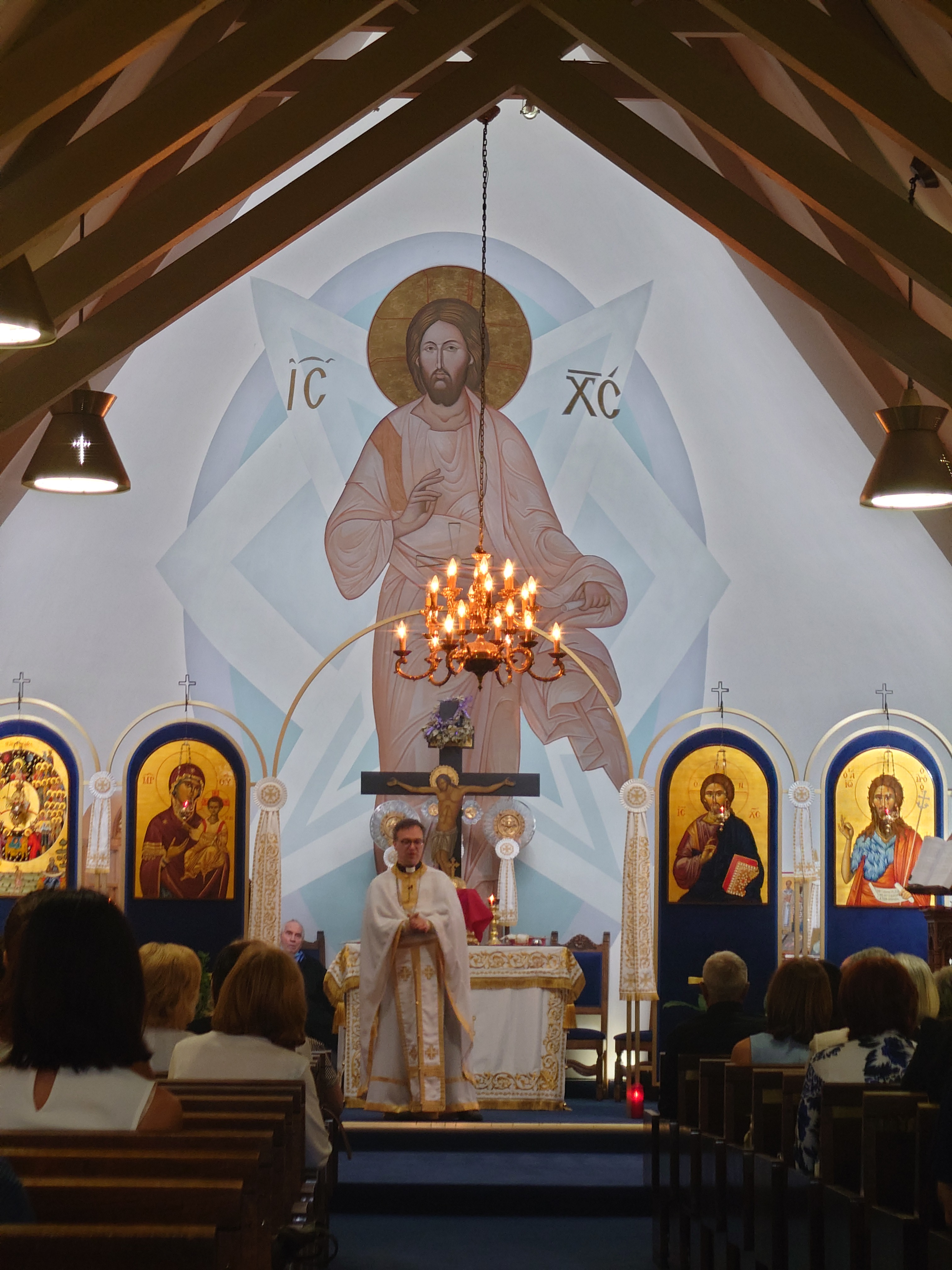
Närmare bild på ikonostasen.